# Eurovision Song Contest 2023
Eurovision Song Contest 2023 là cuộc thi Ca khúc truyền hình châu Âu thứ 67. Cuộc thi diễn ra ở nhà thi đấu Liverpool Arena tại thành phố Liverpool, Anh Quốc, sau khi Ukraina, đất nước quán quân của cuộc thi năm 2022 với ca khúc "Stefania" bởi Kalush Orchestra, không thể đáp ứng yêu cầu để đăng cai tổ chức cuộc thi do tình hình Nga xâm lược Ukraina. Cuộc thi bao gồm hai vòng bán kết vào ngày 9 tháng 5 và 11 tháng 5, và đêm chung kết vào ngày 13 tháng 5 năm 2023.
Thụy Điển là là đất nước quán quân của cuộc thi này với ca khúc "Tattoo", biểu diễn bởi Loreen. Phần Lan giành vị trí thứ hai với ca khúc "Cha Cha Cha" bởi Käärijä. Israel giành vị trí thứ ba với ca khúc "Unicorn" bởi Noa Kirel.

## Các quốc gia tham dự

### Bán kết 1
| Thứ tự | Quốc gia     | Nghệ sĩ                   | Bài hát                               | Ngôn ngữ                                            | Số điểm | Vị trí |
| ------ | ------------ | ------------------------- | ------------------------------------- | --------------------------------------------------- | ------- | ------ |
| 1      | Na Uy        | Alessandra                | "Queen of Kings"                      | Tiếng Anh, Tiếng Ý                                  | 102     | 6      |
| 2      | Malta        | The Busker                | "Dance (Our Own Party)"               | Tiếng Anh                                           | 3       | 15     |
| 3      | Serbia       | Luke Black                | "Samo mi se spava" (Само ми се спава) | Tiếng Serbia, Tiếng Anh                             | 37      | 10     |
| 4      | Latvia       | Sudden Lights             | "Aijā"                                | Tiếng Anh, Tiếng Latvia                             | 34      | 11     |
| 5      | Bồ Đào Nha   | Mimicat                   | "Ai coração"                          | Tiếng Bồ Đào Nha                                    | 74      | 9      |
| 6      | Ireland      | Wild Youth                | "We Are One"                          | Tiếng Anh                                           | 10      | 12     |
| 7      | Croatia      | Let 3                     | "Mama ŠČ!"                            | Tiếng Croatia                                       | 76      | 8      |
| 8      | Thụy Sĩ      | Remo Forrer               | "Watergun"                            | Tiếng Anh                                           | 97      | 7      |
| 9      | Israel       | Noa Kirel                 | "Unicorn"                             | Tiếng Anh, Tiếng Do Thái                            | 127     | 3      |
| 10     | Moldova      | Pasha Parfeni             | "Soarele și luna"                     | Tiếng România                                       | 109     | 5      |
| 11     | Thụy Điển    | Loreen                    | "Tattoo"                              | Tiếng Anh                                           | 135     | 2      |
| 12     | Azerbaijan   | TuralTuranX               | "Tell Me More"                        | Tiếng Anh                                           | 4       | 14     |
| 13     | Cộng hòa Séc | Vesna                     | "My Sister's Crown"                   | Tiếng Anh, Tiếng Ukraina, Tiếng Séc, Tiếng Bulgaria | 110     | 4      |
| 14     | Hà Lan       | Mia Nicolai & Dion Cooper | "Burning Daylight"                    | Tiếng Anh                                           | 7       | 13     |
| 15     | Phần Lan     | Käärijä                   | "Cha Cha Cha"                         | Tiếng Phần Lan                                      | 177     | 1      |

### Bán kết 2
| Thứ tự | Quốc gia   | Nghệ sĩ                   | Bài hát                  | Ngôn ngữ                 | Số điểm | Vị trí |
| ------ | ---------- | ------------------------- | ------------------------ | ------------------------ | ------- | ------ |
| 1      | Đan Mạch   | Reiley                    | "Breaking My Heart"      | Tiếng Anh                | 6       | 14     |
| 2      | Armenia    | Brunette                  | "Future Lover"           | Tiếng Anh, Tiếng Armenia | 99      | 6      |
| 3      | România    | Theodor Andrei            | "D.G.T. (Off and On)"    | Tiếng România, Tiếng Anh | 0       | 15     |
| 4      | Estonia    | Alika                     | "Bridges"                | Tiếng Anh                | 74      | 10     |
| 5      | Bỉ         | Gustaph                   | "Because of You"         | Tiếng Anh                | 90      | 8      |
| 6      | Síp        | Andrew Lambrou            | "Break a Broken Heart"   | Tiếng Anh                | 94      | 7      |
| 7      | Iceland    | Diljá                     | "Power"                  | Tiếng Anh                | 44      | 11     |
| 8      | Hy Lạp     | Victor Vernicos           | "What They Say"          | Tiếng Anh                | 14      | 13     |
| 9      | Ba Lan     | Blanka                    | "Solo"                   | Tiếng Anh                | 124     | 3      |
| 10     | Slovenia   | Joker Out                 | "Carpe Diem"             | Tiếng Slovene            | 103     | 5      |
| 11     | Gruzia     | Iru                       | "Echo"                   | Tiếng Anh                | 33      | 12     |
| 12     | San Marino | Piqued Jacks              | "Like an Animal"         | Tiếng Anh                | 0       | 16     |
| 13     | Áo         | Teya & Salena             | "Who the Hell Is Edgar?" | Tiếng Anh, Tiếng Ý       | 137     | 2      |
| 14     | Albania    | Albina & Familja Kelmendi | "Duje"                   | Tiếng Albania            | 83      | 9      |
| 15     | Litva      | Monika Linkytė            | "Stay"                   | Tiếng Anh, Tiếng Litva   | 110     | 4      |
| 16     | Úc         | Voyager                   | "Promise"                | Tiếng Anh                | 149     | 1      |

### Chung kết
| Thứ tự | Quốc gia     | Nghệ sĩ                   | Bài hát                               | Ngôn ngữ                                            | Số điểm | Vị trí |
| ------ | ------------ | ------------------------- | ------------------------------------- | --------------------------------------------------- | ------- | ------ |
| 1      | Áo           | Teya & Salena             | "Who the Hell Is Edgar?"              | Tiếng Anh, Tiếng Ý                                  | 120     | 15     |
| 2      | Bồ Đào Nha   | Mimicat                   | "Ai coração"                          | Tiếng Bồ Đào Nha                                    | 59      | 23     |
| 3      | Thụy Sĩ      | Remo Forrer               | "Watergun"                            | Tiếng Anh                                           | 92      | 20     |
| 4      | Ba Lan       | Blanka                    | "Solo"                                | Tiếng Anh                                           | 93      | 19     |
| 5      | Serbia       | Luke Black                | "Samo mi se spava" (Само ми се спава) | Tiếng Serbia, Tiếng Anh                             | 30      | 24     |
| 6      | Pháp         | La Zarra                  | "Évidemment"                          | Tiếng Pháp                                          | 104     | 16     |
| 7      | Síp          | Andrew Lambrou            | "Break a Broken Heart"                | Tiếng Anh                                           | 126     | 12     |
| 8      | Tây Ban Nha  | Blanca Paloma             | "Eaea"                                | Tiếng Tây Ban Nha                                   | 100     | 17     |
| 9      | Thụy Điển    | Loreen                    | "Tattoo"                              | Tiếng Anh                                           | 583     | 1      |
| 10     | Albania      | Albina & Familja Kelmendi | "Duje"                                | Tiếng Albania                                       | 76      | 22     |
| 11     | Ý            | Marco Mengoni             | "Due vite"                            | Tiếng Ý                                             | 350     | 4      |
| 12     | Estonia      | Alika                     | "Bridges"                             | Tiếng Anh                                           | 168     | 8      |
| 13     | Phần Lan     | Käärijä                   | "Cha Cha Cha"                         | Tiếng Phần Lan                                      | 526     | 2      |
| 14     | Cộng hòa Séc | Vesna                     | "My Sister's Crown"                   | Tiếng Anh, Tiếng Ukraina, Tiếng Séc, Tiếng Bulgaria | 129     | 10     |
| 15     | Úc           | Voyager                   | "Promise"                             | Tiếng Anh                                           | 151     | 9      |
| 16     | Bỉ           | Gustaph                   | "Because of You"                      | Tiếng Anh                                           | 182     | 7      |
| 17     | Armenia      | Brunette                  | "Future Lover"                        | Tiếng Anh, Tiếng Armenia                            | 122     | 14     |
| 18     | Moldova      | Pasha Parfeni             | "Soarele și luna"                     | Tiếng România                                       | 96      | 18     |
| 19     | Ukraina      | Tvorchi                   | "Heart of Steel"                      | Tiếng Anh, Tiếng Ukraina                            | 243     | 6      |
| 20     | Na Uy        | Alessandra                | "Queen of Kings"                      | Tiếng Anh, Tiếng Ý                                  | 268     | 5      |
| 21     | Đức          | Lord of the Lost          | "Blood & Glitter"                     | Tiếng Anh                                           | 18      | 26     |
| 22     | Litva        | Monika Linkytė            | "Stay"                                | Tiếng Anh, Tiếng Litva                              | 127     | 11     |
| 23     | Israel       | Noa Kirel                 | "Unicorn"                             | Tiếng Anh, Tiếng Do Thái                            | 362     | 3      |
| 24     | Slovenia     | Joker Out                 | "Carpe Diem"                          | Tiếng Slovene                                       | 78      | 21     |
| 25     | Croatia      | Let 3                     | "Mama ŠČ!"                            | Tiếng Croatia                                       | 123     | 13     |
| 26     | Anh Quốc     | Mae Muller                | "I Wrote a Song"                      | Tiếng Anh                                           | 24      | 25     |